# Idaea sublactifera
Idaea sublactifera är en fjärilsart som beskrevs av W. Warren 1899. Idaea sublactifera ingår i släktet Idaea och familjen mätare. Inga underarter finns listade i Catalogue of Life.